# Georges Passerieu
Georges Passerieu(Islington, Londres, Inglaterra, 2 de outubro de 1879 - Épinay-sur-Orge, 5 de maio de 1928) foi um ciclista francês.

## Palmarés
- 1906
  - 2.º no Tour de France, mais 2 etapas

- 1907
  - Paris-Roubaix
  - Paris-Tours
  - 2 etapas do Tour de France

- 1908
  - 3.º no Tour de France, mais 3 etapas

## Resultados no Tour de France
- - 1906 : 2.º, vencedor de 2 etapas
  - 1907 : 4.º, vencedor de 2 etapas
  - 1908 : 3.º, vencedor de 3 etapas
  - 1911 : abandonou
  - 1913 : abandonou